# Georg August Heinrich von Kinckel

Georg August Heinrich von Kinckel

Georg August Heinrich von Kinckel (v. Kinkel) (* 5. Juni 1741 in Heilbronn; † 21. November 1827 in Nürnberg) war bayerischer Kämmerer und Generalleutnant. 

## Leben
Er war ein Sohn des ritterschaftlichen Rechtskonsulenten August Wolfgang Künckelin (1710–1768), der 1752 als Freiherr von Kinckel in den Adelsstand erhoben worden war.
Kinckel trat 1757 in das Kurpfälzische Heer ein, wo er 1763 zum Hauptmann und 1775 zum Major im Leibregiment des Kurfürsten Karl Theodor befördert wurde. Er stand in engen Beziehungen zum kurpfälzischen Hof in Mannheim und besaß spätestens seit 1765 das Schloss in Dirmstein. Gemeinsam mit Christian von Failly († 1778) verfasste er das neue kurpfälzische Kriegsreglement. 1787 war er als Oberst Befehlshaber des Regiments „Pfalzgraf von Birkenfeld“. 1792 war er Generalmajor. Bei der Belagerung von Mannheim 1795 gehörte er zu den Beratern des pfälzischen Statthalters Franz Albert Leopold von Oberndorff, der sich zur kampflosen Übergabe der Stadt entschloss. Um eine Beschlagnahme seines Besitzes in Dirmstein und in Heimersheim bei Alzey zu verhindern, verkaufte er seine Güter an seinen Bruder, den niederländischen Offizier Heinrich August von Kinckel. Er erwarb dann selbst den Rennhof bei Hüttenfeld, den er um das Nutzungsrecht an 636 Morgen Weiden und Wiesen von den Gemeinden Hemsbach und Laudenbach erweiterte.
Er heiratete am 15. August 1797 in Aachen Caroline Christiane von Clermont (1761–1826). Aus der Ehe gingen keine Nachkommen hervor. 1802 kam er als Brigadier und Inhaber eines Infanterieregiments an den Niederrhein, worauf er seinen pfälzischen Besitz in mehreren Schritten bis 1809 wieder veräußerte. Beim Tiroler Volksaufstand führte er 1809 das bayerische Generalkommando in Innsbruck, wo er am 12. April 1809 als Kriegsgefangener in die Hände der Tiroler Freiheitskämpfer fiel. Ein halbes Jahr nach dem Friedensschluss von Wien kam er wieder frei und war anschließend Gouverneur in Nürnberg, wo er 1827 starb.